# Riu del Bancal Vedeller
Le riu del Bancal Vedeller est un cours d'eau de la paroisse de La Massana en Andorre, long de 1,4 km et affluent du riu d'Areny.

## Toponymie
Riu désigne en catalan un « cours d'eau » et provient du latin rivus de même signification,.
Bancal désigne en catalan une « terrasse » ainsi que le talus ou le muret qui soutient cette dernière. Par extension, bancal peut également désigner un replat dans une pente. Le terme bancal provient du gotique bank.

## Hydrographie
Long de 1,4 km, le riu del Bancal Vedeller coule vers le sud-est depuis les estanys Forcats. Il rejoint le riu d'Areny à hauteur du refuge del Pla de l'Estany.
| \| Riu del Bancal Vedeller \|                                                    |                     |
| Le riu del Bancal Vedeller sur la carte des bassins hydrographiques de l'Andorre | Les estanys Forcats |
| Riu del Bancal Vedeller                                                          |                     |

## Protection environnementale
L'ensemble du cours du riu del Bancal Vedeller est situé au sein du parc naturel des vallées du Coma Pedrosa. Ce dernier constitue une zone protégée de plus 1 500 ha possédant le statut de parc naturel communal depuis 2003 et de site Ramsar depuis 2014. 

Carte des espaces naturels protégés d'Andorre.
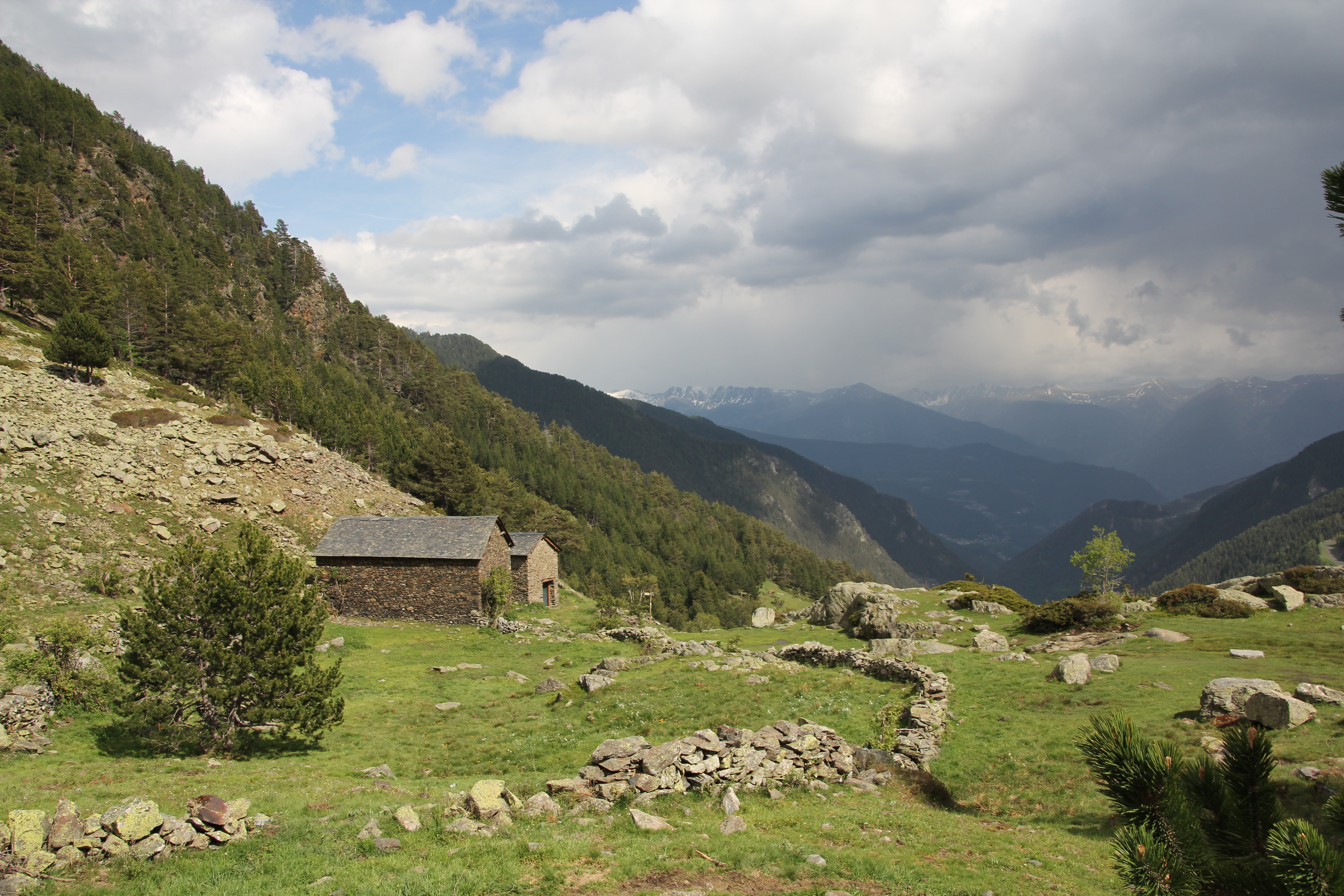
Parc naturel des vallées du Coma Pedrosa.